# Park Shin-hye
Park Shin Hye (en hangul, 박신혜; Gwangju, 18 de febrer de 1990) es una actriu i model sud-coreana que és coneguda pels seus papers a sèries de televisió produïdes en el seu país d'origen com Stairway to Heaven (2003), You're Beautiful (2009), The Heirs (2013), Pinocchio (2014-2015) i Memories of the Alhambra (2018).